# Gonomyia (Gonomyia) conoviensis
Gonomyia (Gonomyia) conoviensis is een tweevleugelige uit de familie steltmuggen (Limoniidae). De soort komt voor in het Palearctisch gebied.